# كريستيان ثيوهاروس
كريستيان ثيوهاروس (بالإنجليزية: Christian Theoharous)‏ (6 ديسمبر 1999 بأستراليا - ) هو لاعب كرة قدم أسترالي في مركز الهجوم.

## روابط خارجية
- كريستيان ثيوهاروس على موقع قاعدة بيانات كرة القدم.إي يو (الإنجليزية)
- كريستيان ثيوهاروس على موقع Soccerway.com (الإنجليزية)